# Hit Mania 2011
Hit Mania 2011 è una compilation di artisti vari facente parte della serie Hit Mania.
La compilation è mixata dal DJ italiano Mauro Miclini.

## Tracce
1. Lady Gaga – Alejandro
2. Martin Solveig e Dragonette – Hello
3. Armand Van Helden & DJ A-Trak pres. Duck Sauce – Barbra Streisand
4. Mika vs RedOne – Kick Ass (We Are Young)
5. Bob Sinclar – Rainbow of Love (feat. Ben Onono)
6. Fabri Fibra – Vip in Trip
7. Jamiroquai – White Knuckle Ride
8. Ricky L – Born Again (feat. M:CK)
9. Caro Emerald – Back It Up
10. Afrojack – Take Over Control (feat. Eva Simons)
11. Chromeo – Night by Night
12. Rox – I Don't Believe
13. Cristian Marchi & Nari & Milani – I Got You (feat. Max C)
14. Criminal Vibes – Queen of Chinatown
15. Drake – Find Your Love
16. Angie Be – Forever
17. Skunk Anansie – My Ugly Boy (Benny Benassi Remix)
18. Don Diablo – Animale (feat. Dragonette)
19. Pupo – La storia di noi due (Remix)
20. Emma – Calore
21. Max Gazzè – A cuore scalzo
22. Cesare Cremonini – Mondo (feat. Jovanotti)
23. Due di Picche – Fare a meno di te